# Ptecticus pomaceus
Ptecticus pomaceus är en tvåvingeart som beskrevs av Friedrich Hermann Loew 1855. Ptecticus pomaceus ingår i släktet Ptecticus och familjen vapenflugor. Inga underarter finns listade i Catalogue of Life.